# North Brother Island
North Brother Island ist eine kleine unbewohnte Insel im Stadtgebiet von New York, im Stadtbezirk Bronx.

## Geografische Lage
Die Insel befindet sich im East River, zwischen der Bronx, dem Flughafen LaGuardia in Queens und Rikers Island. Nahe liegt die etwas kleinere South Brother Island. Beide Inseln haben zusammen eine Fläche von 81.423 Quadratmetern (8,14 Hektar). Davon entfallen 2,8 Hektar auf South Brother Island und rund 5,3 Hektar auf North Brother Island.

## Geschichte
Entdeckung
North und South Brother Island wurden 1614 von dem niederländischen Seefahrer Adriaen Block, der zwischen 1611 und 1614 die Atlantikküste kartographierte, entdeckt. Er nannte die beiden Inseln „de Gesellen“, was aus dem Niederländischen übersetzt so viel heißt wie „die Wanderer“, „die Gesellen“ oder „Brüder“. Beide Inseln wurden somit Besitz der Niederländischen Westindien-Kompanie. North Brother Island war über Jahrhunderte unbewohnt, da sie an einer der gefährlichsten Stromschnellen im East River, den Hells Gates, liegt. Es kam mehrfach zu tödlichen Havarien.
Ende des 17. Jahrhunderts kamen die Inseln in Besitz der Briten, die das Gebiet besetzten. Im Jahr 1695 übertrug die britische Regierung beide Inseln an James Graham, dem ersten Protokollführer der Stadt New York, der sie jedoch auf Grund der Strömungen in diesem Gebiet nicht erschloss.
Ursprünglich waren beide Inseln Teil des Queens County. Am 8. Juni 1881 wurde North Brother Island an das damalige New York County (dem heutigen Manhattan) abgetreten.
Besiedelung
1869 wurde als erstes Gebäude, der Leuchtturm North Brother Island Light an der Südspitze der Insel errichtet. 1885 wurde das Riverside Hospital, ein Quarantäne-Krankenhaus auf der Insel untergebracht. Das älteste Gebäude wurde, wie auch das Portal am Wasser, 1885 errichtet. Das letzte Gebäude war der Tuberkulose-Pavillon, der 1943 eröffnet wurde. Aufgrund der zunehmenden Verfügbarkeit, Akzeptanz und Verwendung des Tuberkuloseimpfstoffs nach 1945 wurde er innerhalb eines Jahrzehnts überflüssig.
Eine berühmte Patientin war ab 1907 Mary Mallon („Typhoid Mary“), die dort 1938 starb.
1904 war North Brother Island Schauplatz der General-Slocum-Katastrophe. Bei dem Unglück kamen 1.021 Personen ums Leben, die meisten von ihnen deutschstämmige Mütter und Kinder aus dem Viertel Little Germany, Manhattan. Es war bis zum 11. September 2001 die größte zivile Katastrophe in den USA. Im Jahr 1909 wurde vier Hektar Ostufer aufgeschüttet, um eine Erweiterung des Riverside Hospital zu ermöglichen.
Nach dem Zweiten Weltkrieg wurde die Insel für ein Wohnprojekt für Veteranen, ab 1951 für ein Drogenentzugsprogramm genutzt, das wegen Korruptionsvorwürfen 1963 geschlossen wurde. Die Einrichtung war nach eigenen Angaben die erste, die jugendlichen Drogenstraftätern Behandlungs-, Rehabilitations- und Bildungsmöglichkeiten bot. Die Heroinabhängigen wurden in dieser Einrichtung in einem Zimmer eingeschlossen, bis sie clean waren. Viele von ihnen glaubten, sie würden gegen ihren Willen festgehalten. Die Anlage soll die Inspiration für das Broadway-Stück Does a Tiger Wear a Necktie? gewesen sein, das die Karriere von Al Pacino begründete.

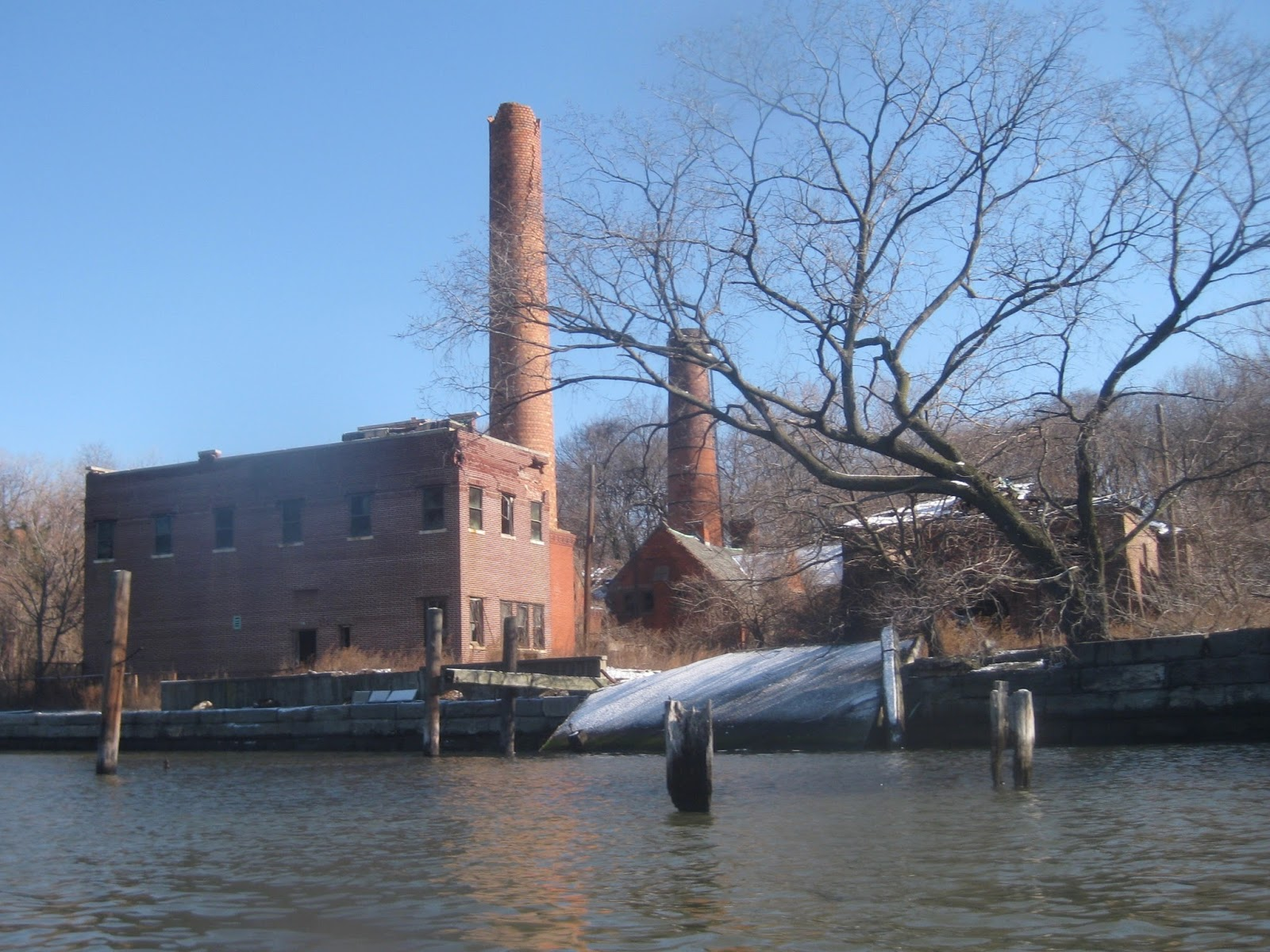
Verlassene Fabrik auf Northern Brother Island

Insgesamt lebten über den Zeitraum von 1869 bis 1963 mehrere tausend Menschen auf der Insel.
Naturschutzgebiet
Seit 1963 ist die Insel unbewohnt und der Öffentlichkeit nicht zugänglich. Die 25 verfallenen Gebäude, zu denen auch die Kirche Church of St. John of the Sea und ein Tennisplatz gehören, ebenso wie die Straßen, Bürgersteige, Hydranten und Straßenlaternen sind überwachsen. Die geschützte Lage beherbergt ein Schutzgebiet für Nachtreiher und steht unter der Verwaltung des New York City Parks Department, von dem sie 2001 erworben wurde.

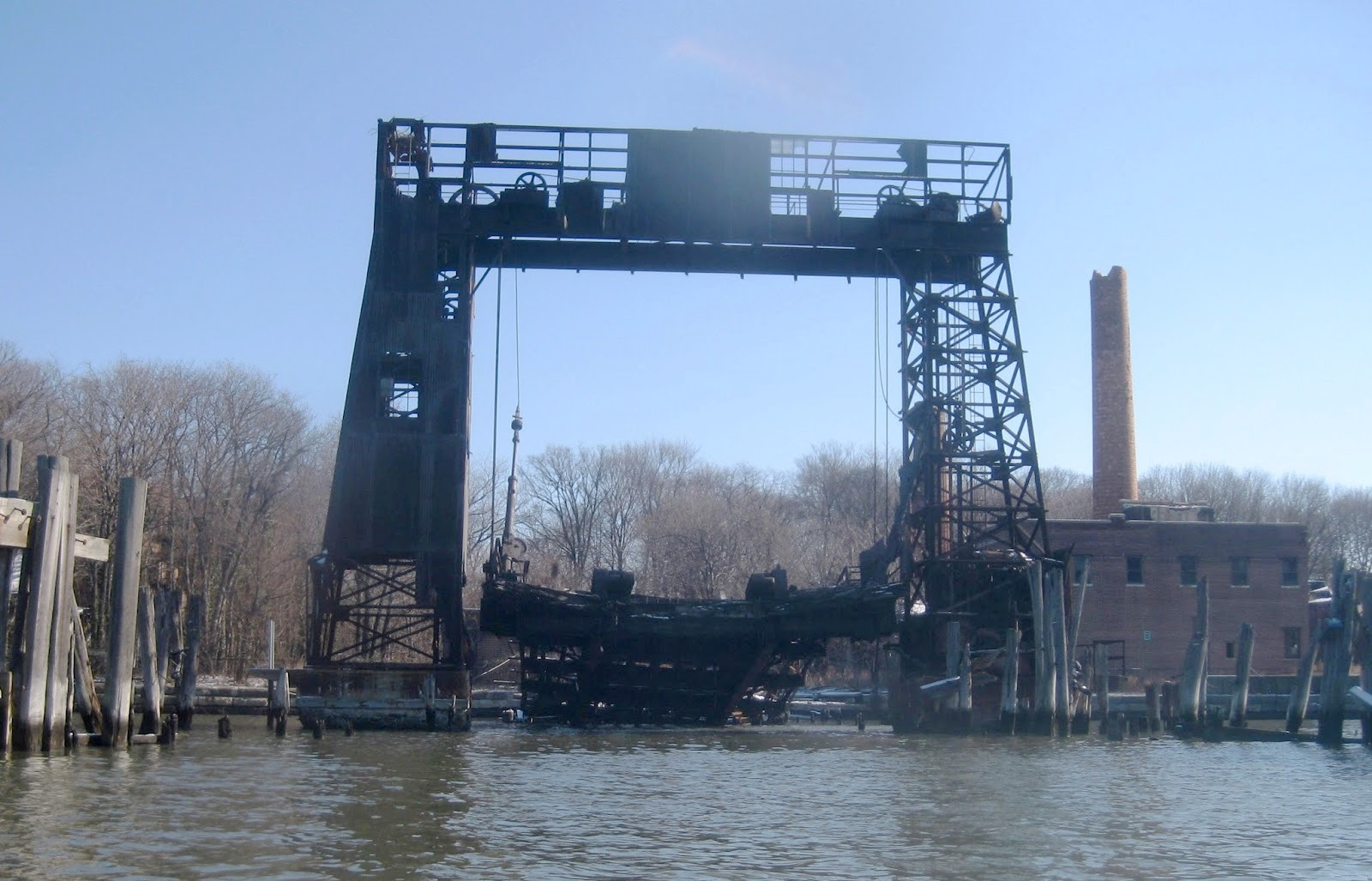
Fähranleger North Brother Island Ferry Dock

Pläne die Insel für Besucher freizugeben wurden bisher nicht umgesetzt.

## Trivia
Der History Channel drehte auf der Insel eine Folge von Zukunft ohne Menschen, um zu veranschaulichen, wie eine Welt nach der Zivilisation aussähe.